# Самбуру (народ)
Самбуру — полукочевой нилотский народ, близкородственный масаям; населяющий север и центральные регионы Кении. Самбуру живут за счёт животноводства, выращивая крупный скот, а также овец, коз и верблюдов. В районе проживания самбуру располагается одноимённый национальный заповедник.

## Происхождение и внешний вид
Отделение от масаев произошло к 1600-му году, ещё до этого самбуру вместе с масаями предположительно мигрировали на юг по Великой долине. От чамус самбуру отделились в 1840-е, когда последних оттеснил на северо-восток народ туркана, а чамус остались жить у озера Баринго. 50 лет спустя, в 1890-е, масаи и самбуру сильно пострадали от эпидемий человеческих болезней и болезней скота, и туркана вынудили самбуру уйти на юг.
Почти все самбуру живут в одноимённом округе. До появления города Исиоло на его месте располагались пастбища самбуру, хотя в самом городе представителей этого народа очень мало. В XX веке туркана, когда-то воевавшие с самбуру, уже считались последними «нечистыми» и «низшими» по отношению к себе.
Благодаря межнациональным бракам с народами туркана, рендилле и боран внешний вид самбуру сильно разнится, общими признаками можно считать тёмную кожу, чёрные волосы и худощавое телосложение. Когда британская армия заключила с масаями договор о переселении 1904 года, некоторые из них спрятались среди самбуру, что также увеличило разнообразие внешности у людей этого народа.
До появления одежды этот народ надевал шкуры, а женщины самбуру до сих пор носят кожаный передник, хотя теперь на него накидывают матерчатую одежду. И мужчины, и женщины могут ходить топлес в неформальной обстановке, а в противном случае носят простой кусок ткани «канга», который, тем не менее, обычно бывает покрыт яркими орнаментами. Важная и обязательная часть наряда — множество бус, орнаменты которых несут либо эстетическую ценность, либо являются символами власти или способности к колдовству. В 1990-х постепенно в моду стали входить женские клетчатые юбки.
Мурраны (юноши и мужчины-воины) много времени проводят за прихорашиванием, они заплетают волосы в длинные косы, которые считаются очень красивыми, косы сбривают с наступлением старости. Волосы и тело они красят охрой. Женщины бреют голову.

### Илгира
Илгира (самбуру ilgira, туркана ng’igirae) — смешанный субэтнос самбуру и туркана, обычно илгира становятся мужчины-туркана, женящиеся на женщинах из самбуру, которые при этом обычно начинают жить как самбуру, говорить на их языке, а также (в случае достаточно молодого возраста) подвергаются обрезанию. При этом «низший» статус туркана не исчезает, к примеру, обрезание мужчинам-илгира делают вне лагеря самбуру из соображений сохранения ритуальной чистоты. Если мужчина-илгира не подвергается обрезанию, то он может жениться на женщине-туркана, хотя подобные случаи редки из-за того, что туркана становятся илгира из желания получить у самбуру право на выпас скота и защиту.

## Культура и религия
Форма управления — геронтократия. Старейшины обладают монополией на заключение браков, что приводит к тому, что у них может быть много жён в то время, когда молодые мужчины до 30 лет не получают статуса взрослых. Всё это в результате вызывает борьбу кланов, подогреваемую изменами жён и кражей скота.
Самбуру обычно живут в небольших поселениях по 1—5 семей, по периметру помещают забор из колючего кустарника. Самбуру практикуют многожёнство, но каждая замужняя женщина живёт в собственном доме.
Дети обычно пасут скот (начиная с шести—семи лет); более сложный выпас в сухой сезон, когда до пастбища нужно долго добираться, выполняют мурраны. Мужчины считаются детьми до коллективного обрезания, одной из важнейших церемоний в жизни самбуру, которое происходит примерно в 14 лет и сопровождается пышным празднеством. После него мальчик считается воином (мурраном, murran); после того, как следующая группа мальчиков станет мурранами (то есть в возрасте около 28 лет) бывшие мурраны сбривают косы и переходят в группу старейшин. Женщин обычно выдают замуж в 10—15 лет, социальный статус замужней женщины улучшается с возрастом и каждым рождением ребёнка; уважение к ней приходит тогда, когда её сыновья начинают становиться мурранами. Скот может переходить по наследству только мужчинам, женщина может получить его в подарок, но лишь чтобы передать семье мужа. Обычно всё стадо считается собственностью мужа. Женщины приносят воду и собирают дерево для очага, для чего приходится многие километры преодолевать с тяжёлым грузом, в то время как мужчины после женитьбы могут проводить дни в праздности.
Самбуру монотеисты-шаманисты. Они верят в то, что Богиня-Нкаи, близко ассоциируемая с небом и дождём, является защитницей, но может и наказать молодого по воле старейшин за недостаточную почтительность. В этом случае следует попросить прощения и предложить подарок. Дети и молодёжь, особенно женского пола, иногда сообщают о том, что Богиня им привиделась. Шаманы, по представлениям самбуру, лечат болезни и помогают воинам.

## Экономика и пища
Самбуру традиционно занимались только скотоводством и немного собирательством, так как места их обитания очень засушливы. Охотились только не имеющие скота самбуру.
Молоко испокон веков было основным блюдом этого народа, оно и в XXI веке остаётся важной частью диеты самбуру, его пьют свежим и кислым. Мясо коров едят обычно на церемониях или когда они умирают; более мелких животных поедают чаще, хотя и нерегулярно. В последнее время самбуру всё больше начинают пользоваться деньгами (в основном от продажи скота), на которые обычно покупают кукурузу для приготовления каши. Обычный напиток — чай, его пьют с большим количеством сахара и молоком; он считается едой. Кровь считается продуктом питания, её получают как от зарезанных животных, так и от живых. Из крови готовят множество блюд.
Мурранам запрещено есть любую еду, которую видели женщины, кроме молока.

## В западной культуре
Самбуру часто становятся объектом изображения в западной массовой культуре, от голливудских фильмов и популярных передач до статей в крупных СМИ. В таких публикациях освещаются яркие традиции этого народа, однако при этом может страдать точность и правдивость изображения. Одно из первых появлений самбуру на экране произошло в 1953 году в фильме Джона Форда «Могамбо»: самбуру исполняли роли в массовке, а главные роли сыграли Ава Гарднер, Кларк Гейбл и Грейс Келли.
В 1990-х годах 300 самбуру отправились в Южную Африку, чтобы исполнить роли противников Кевина Бэйкона в баскетбольной комедии «Непобедимый дикарь», их называют «The Wonaabe». Иногда в кадре самбуру играли родственный народ масаев, к примеру, в фильме «Призрак и Тьма» с Майклом Дугласом. В фильме 2005 года «Белая масаи» о немке, влюбившейся в мужчину из народа самбуру, масаев также смешивают с самбуру. Танцующие самбуру показаны в рекламе MasterCard. Бегуны-самбуру фигурировали также в рекламном ролике Nike конца 1980-х годов, в котором слова молодого самбуру переведены на английский язык как слоган компании «Just Do It». Антрополог Ли Кронк (англ. Lee Cronk), увидев рекламу, сообщил компании Nike и СМИ, что молодой воин говорит «Я не хочу эти. Дай мне большие башмаки» (англ. I don’t want these. Give me big shoes). Nike признала, что они посчитали, что «никто в Америке не поймёт, что́ он говорит».
Аналогичное непонимание культуры самбуру демонстрируют ведущие СМИ, когда создают неквалифицированные репортажи. К примеру, CNN утверждала, что у самбуру существует неисследованная традиция давать девочке множество бус, что позволяет дарящему насиловать её, несмотря на то, что антропологические исследования, основанные на долгосрочных наблюдениях, показывают аналогичность этой практики тому, как в западных странах молодёжь «встречается» и ходит на свидания. В статье 2009 года газета NBCNews.com сообщила о том, что конфликт между народами самбуру и покот разгорелся из-за голода, вызванного тем, что обе стороны развели больше скота, чем могла прокормить земля.